# Darkan
Darkan è una città situata nella regione di Wheatbelt, in Australia Occidentale; essa si trova 200 chilometri a sud-est di Perth ed è la sede della Contea di West Arthur. Al censimento del 2006 contava 203 abitanti.